# Свєчников Євген Ігорович
Євген Ігорович Свєчников (рос. Евгений Игоревич Свечников; 31 жовтня 1996, м. Южно-Сахалінськ, Росія) — російський хокеїст, лівий нападник. Виступає за «Кейп-Бретон Скрімінг-Іглс» у Головній юніорській хокейній лізі Квебеку (QMJHL).
Вихованець хокейної школи «Мотор» (Барнаул). Виступав за «Барс» (Казань), «Ірбіс» (Казань), «Ак Барс» (Казань).
У складі юніорської збірної Росії учасник чемпіонатів світу 2013 і 2014.